# 叶卡捷琳娜·拉格诺
叶卡捷琳娜·亚历山德罗芙娜·拉格诺（1989年12月27日—），俄罗斯（前烏克蘭）女子国际象棋棋手、特级大师。俄烏混血。
拉格诺于12岁时便获得了女子特级大师称号，2007年晋升为特级大师。2014年，她加入俄罗斯国籍，并从乌克兰棋协转会至俄罗斯棋协，拉格諾聲明她轉會一事與時下兩國政局無關。
拉格诺于2005年、2008年两度获得欧洲国际象棋女子个人冠军。此外，她还曾分别代表乌克兰国家队与俄罗斯国家队获得2006年、2014年两次女子国际象棋奥林匹克金牌，并代表乌克兰获得了2013年世界国际象棋团体锦标赛冠军。

## 備注
1. ↑  俄語羅馬化：Yekaterina Aleksandrovna Lagno
2. ↑  烏克蘭語羅馬化：Kateryna Oleksandrivna Lahno